# Hansel et Gretel
Pour les articles homonymes, voir Hansel et Gretel (homonymie), Hansel (homonymie) et Gretel (homonymie).
Hansel et Gretel (en allemand : Hänsel und Gretel), parfois intitulé Jeannot et Margot, est un conte populaire figurant parmi ceux recueillis par les frères Grimm dans le premier volume des Contes de l'enfance et du foyer.
Le conte, l'un des plus célèbres parmi les contes merveilleux, met en scène un frère et une sœur perdus dans la forêt par leurs parents et qui, ensuite, se retrouvent aux prises avec une sorcière anthropophage.
On peut le rapprocher, pour ce qui est de son point de départ du moins, de Nennillo et Nennella, conte de l'Italien Giambattista Basile, publié dans la première moitié du XVIIe siècle. Le motif des enfants abandonnés dans la forêt est par ailleurs présent dans le conte de Perrault Le Petit Poucet (fin du XVIIe siècle), mais on trouve un épisode comparable dès le début de la seconde moitié du XVIe siècle, chez Martin Montanus.

## Versions
Là où les sources utilisées par les frères Grimm pour ce conte demeurent incertaines, ils affirment cependant qu'il est issu de « différentes versions de Hesse ».

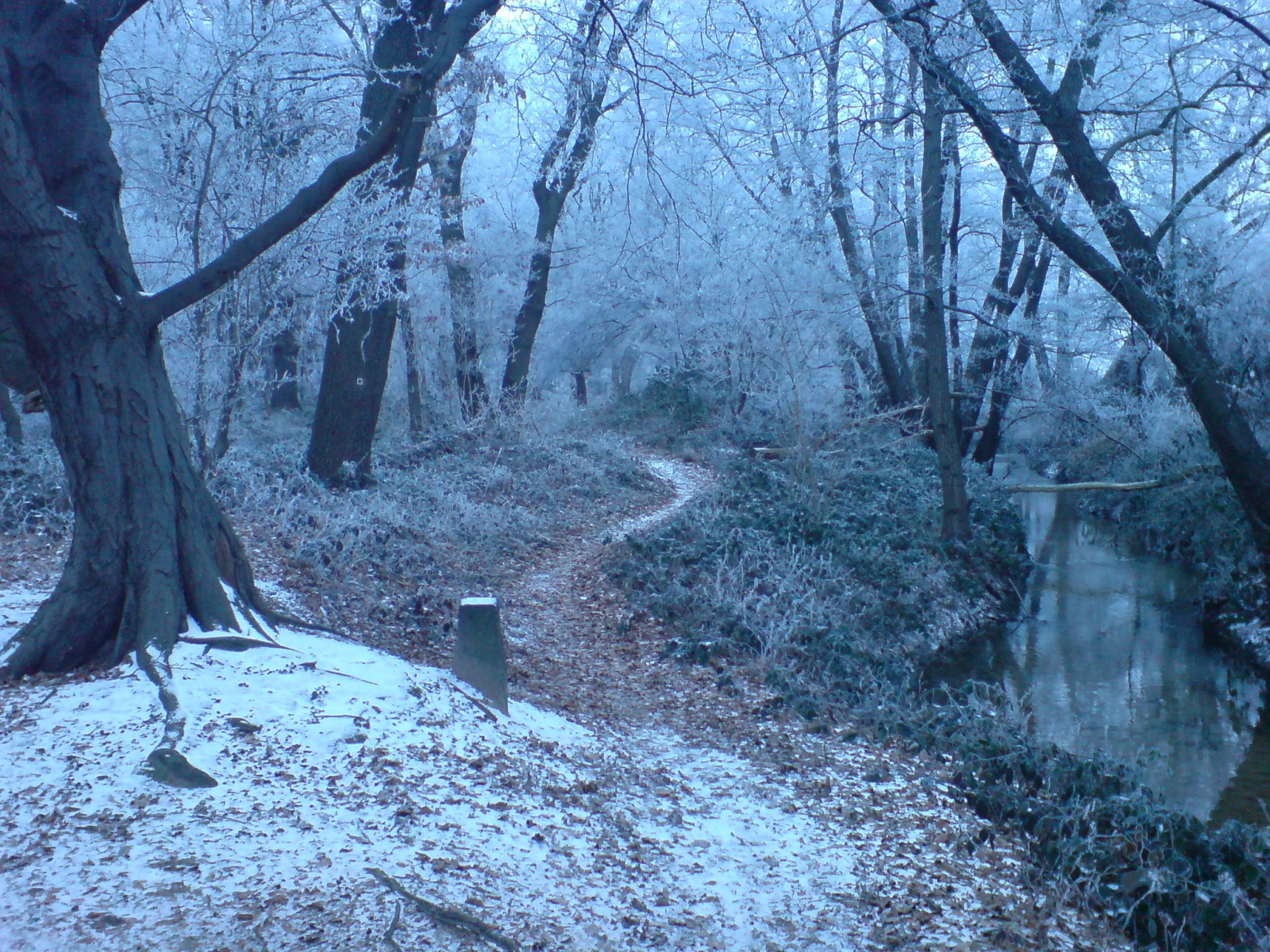
Forêt à proximité d'Erzhausen en Hesse (2008).

Dans leurs commentaires concernant Hansel et Gretel, les frères Grimm signalent qu'on trouve en Souabe des versions du conte où la maison de sucre n'est plus habitée par une sorcière, mais par un loup. Ils notent également l'étroite parenté entre Hansel et Gretel et le conte de Perrault Le Petit Poucet, publié en 1697 dans Histoires ou contes du temps passé, et les parallèles avec Finette Cendron (1696 ou 1697), conte — très littéraire — de Madame d'Aulnoy.

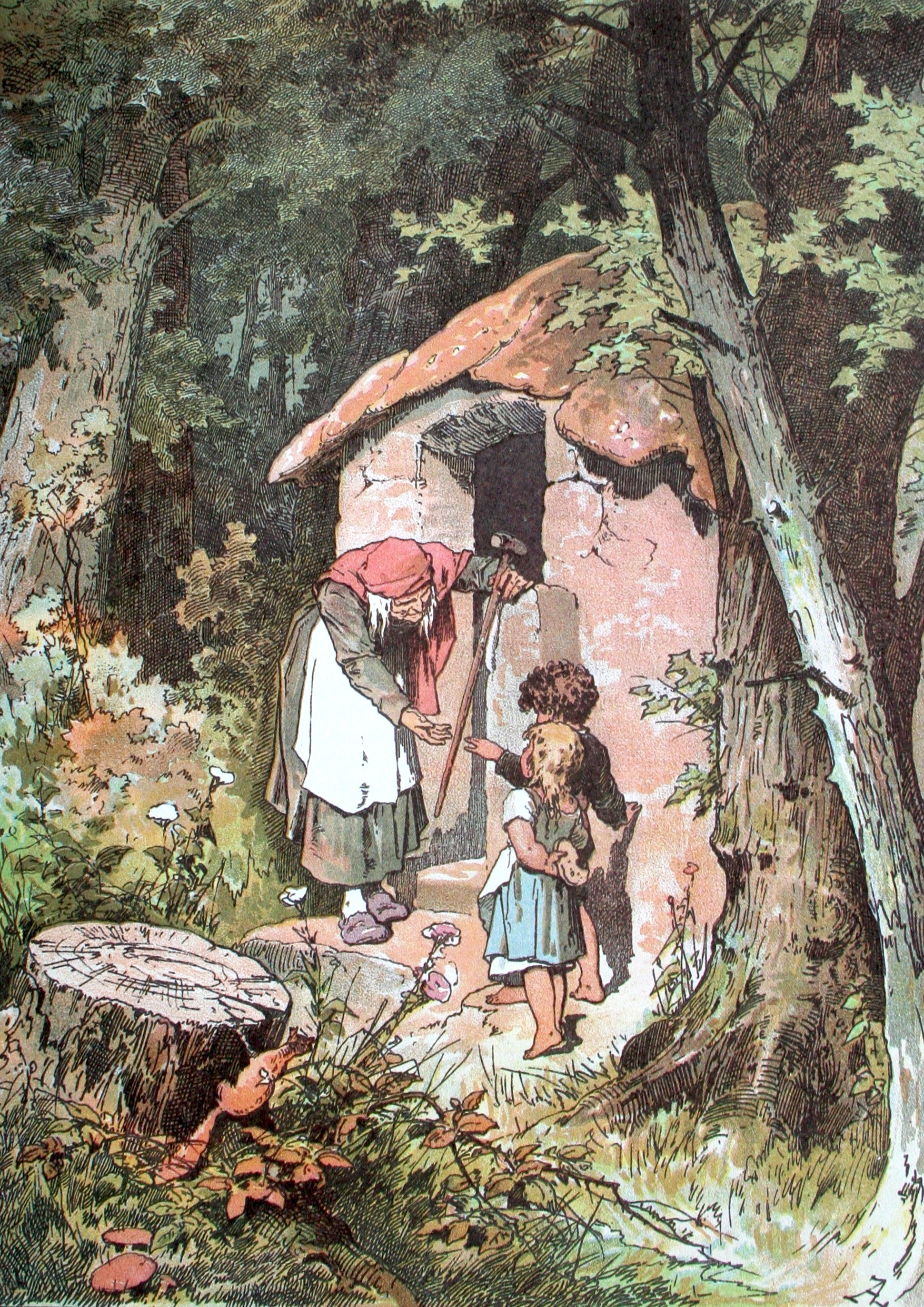
Hansel et Gretel chez la sorcière.
Illustration d'Alexander Zick (1845-1907).

Par ailleurs, les Grimm donnent en réalité deux, voire trois versions de cette histoire. La version reprise dans la deuxième édition (1819) des Contes comporte, en effet, certaines différences par rapport à la version figurant dans l'édition originale de 1812, notamment l'ajout d'un épilogue ; en outre, à partir de la quatrième édition (1840), ce n'est plus la mère ou à l'instigation de celle-ci que les enfants sont abandonnés, mais du fait de leur belle-mère – ce qui, en réalité, était déjà le cas dans Nennillo et Nennella,, conte écrit en napolitain par Giambattista Basile, et figurant dans le Pentamerone, publié vers 1635. Le début du conte de Basile est similaire à celui de Hansel et Gretel et du Petit Poucet. Les éditions postérieures à 1842 tiennent compte en outre de la version alsacienne publiée par August Stöber et intitulée Das Eierkuchenhäuslein (« La petite maison de crêpes »), en lui empruntant notamment certaines expressions populaires.
De cet épisode, fameux, où des objets sont semés pour retrouver son chemin, on trouve déjà une version très proche dans Das Erdkuhlein (« La vachette de la terre »), un conte publié en 1559 par l'Alsacien Martin Montanus (apr. 1537-apr. 1566), et apparenté à Cendrillon. Le début de l'histoire se déroule comme suit. Une marâtre et la fille aînée de son mari veulent faire en sorte que la plus jeune sœur, Marguerite, se perde dans la forêt. Par trois fois, elles l'y envoient chercher des fagots ou du bois. Marguerite a entendu les projets de ses ennemies et, sur le conseil de sa marraine, elle sème sur son chemin de la sciure la première fois, la deuxième fois du sable, et enfin, en dernier lieu, du chènevis, que les oiseaux picorent. Perdue, elle monte dans un arbre et, de là, voit une petite maison, où elle se rend et où elle trouvera, plus chanceuse que Hansel et Gretel, et que Poucet, une main secourable,.

## Histoire
Hansel, un petit garçon, et sa sœur cadette Gretel sont les enfants d'un pauvre bûcheron. Craignant la famine, l'épouse du bûcheron — la belle-mère des enfants — le convainc de les perdre dans la forêt. Hansel et Gretel entendent son plan et, recueillant des petits cailloux blancs, marquent le chemin jusque chez eux ; ainsi la tentative de les perdre échoue. Toutefois, la belle-mère pousse le père à réessayer, et cette fois, les deux enfants n'ont que des morceaux de pain à jeter derrière eux. Une fois abandonnés en pleine forêt, ils réalisent que le pain a été mangé par les oiseaux.

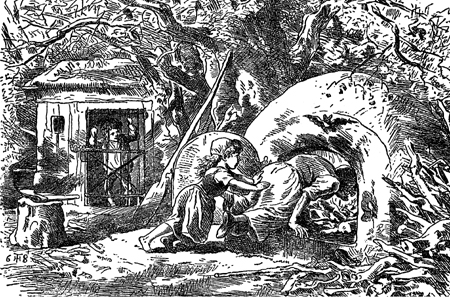
Gretel pousse la sorcière dans le four.
Illustration de Theodor Hosemann (1807-1875).

En errant dans la forêt, Hansel et Gretel trouvent une maison en pain (les versions suivantes parleront de pain d'épices) avec des fenêtres en sucre, qu'ils commencent à manger. L'habitante de la maison, une vieille femme, les invite et leur prépare un festin. Cependant, la vieille femme est une sorcière qui a construit la maison pour attirer les enfants, afin de les manger. Elle enferme Hansel dans une cage, et fait de Gretel sa servante.

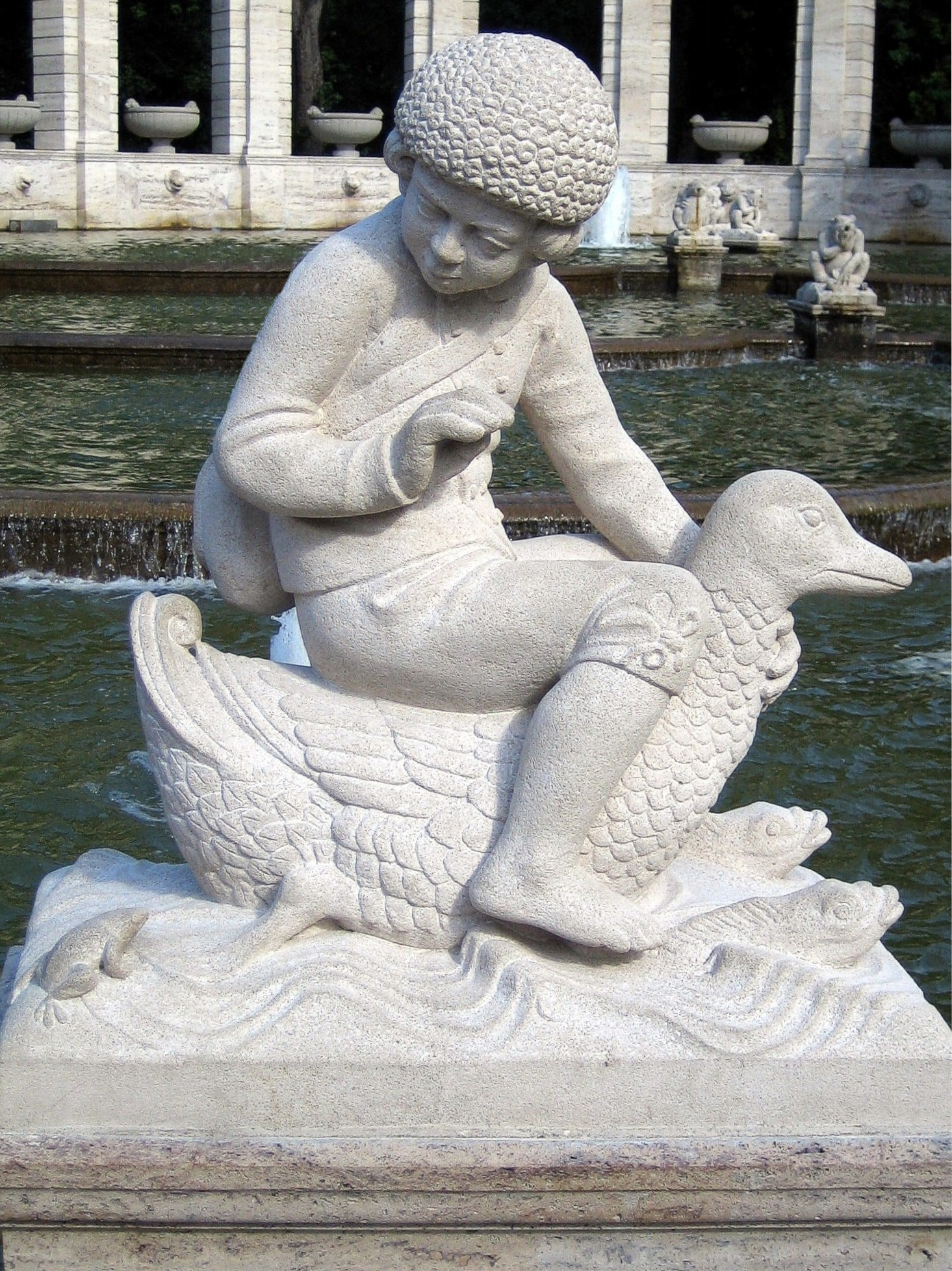
Hansel traversant la rivière à dos de canard. Sculpture d'Ignatius Taschner. Märchenbrunnen dans le parc de Friedrichshain à Berlin.

Gretel doit cuisiner afin d'engraisser son frère Hansel et, chaque jour, la sorcière vérifie s'il est suffisamment gras pour être mangé. Comme elle est à moitié aveugle, elle demande à Hansel de lui donner son doigt et celui-ci lui tend à sa place un os. La sorcière a l'impression que Hansel ne grossit pas et les enfants gagnent ainsi du temps. Mais un jour, folle de rage, elle n'a plus la patience d'attendre et décide de manger Hansel.
Alors qu'elle se prépare à cuire Hansel, la sorcière demande à Gretel de regarder dans le four pour voir s'il est prêt. Mais Gretel lui dit qu'elle est trop petite et que la sorcière doit vérifier elle-même. Alors qu'elle se penche dans le four, Gretel la pousse et referme la porte derrière elle. La sorcière meurt ainsi carbonisée.
Les enfants prennent les joyaux qui se trouvaient dans la maison de la sorcière, et décident de rentrer chez eux.
Mais alors que les enfants arrivent face à un lac, ils se rendent compte qu'il est trop profond pour être traversé à la nage. Gretel voit alors deux cygnes blancs ; Hansel a l'idée de monter dessus pour traverser. Ils enfourchent les cygnes et rentrent chez eux avec les joyaux de la sorcière.

## Épilogue de la version de 1819
La sorcière morte, les enfants sautent et dansent de joie. Ils prennent les perles et les pierres précieuses de la sorcière, autant qu'ils peuvent en emporter, puis quittent la maison. Ils arrivent à une rivière, mais ne voient ni pont ni gué pour traverser. Gretel aperçoit alors un canard blanc, et lui demande de les porter sur son dos. Gretel constate que l'animal ne peut les porter tous les deux et, dès lors, il les fait franchir la rivière l'un après l'autre. Hansel et Gretel poursuivent ensuite leur chemin et finissent par sortir de la forêt et, aussitôt qu'ils voient la maison de leur père, ils se mettent à courir dans sa direction. Ils retrouvent leur père, qu'ils embrassent. Celui-ci est veuf à présent. Les deux enfants lui montrent les trésors qu'ils ont pris à la sorcière, et c'est la fin de leurs soucis.

Le conte se termine par une sorte de pied-de-nez : 

« Mon conte est fini, trotte la souris, celui qui la prendra pourra se faire un grand bonnet, un grand bonnet de fourrure, et puis voilà ! »

## Passages rimés

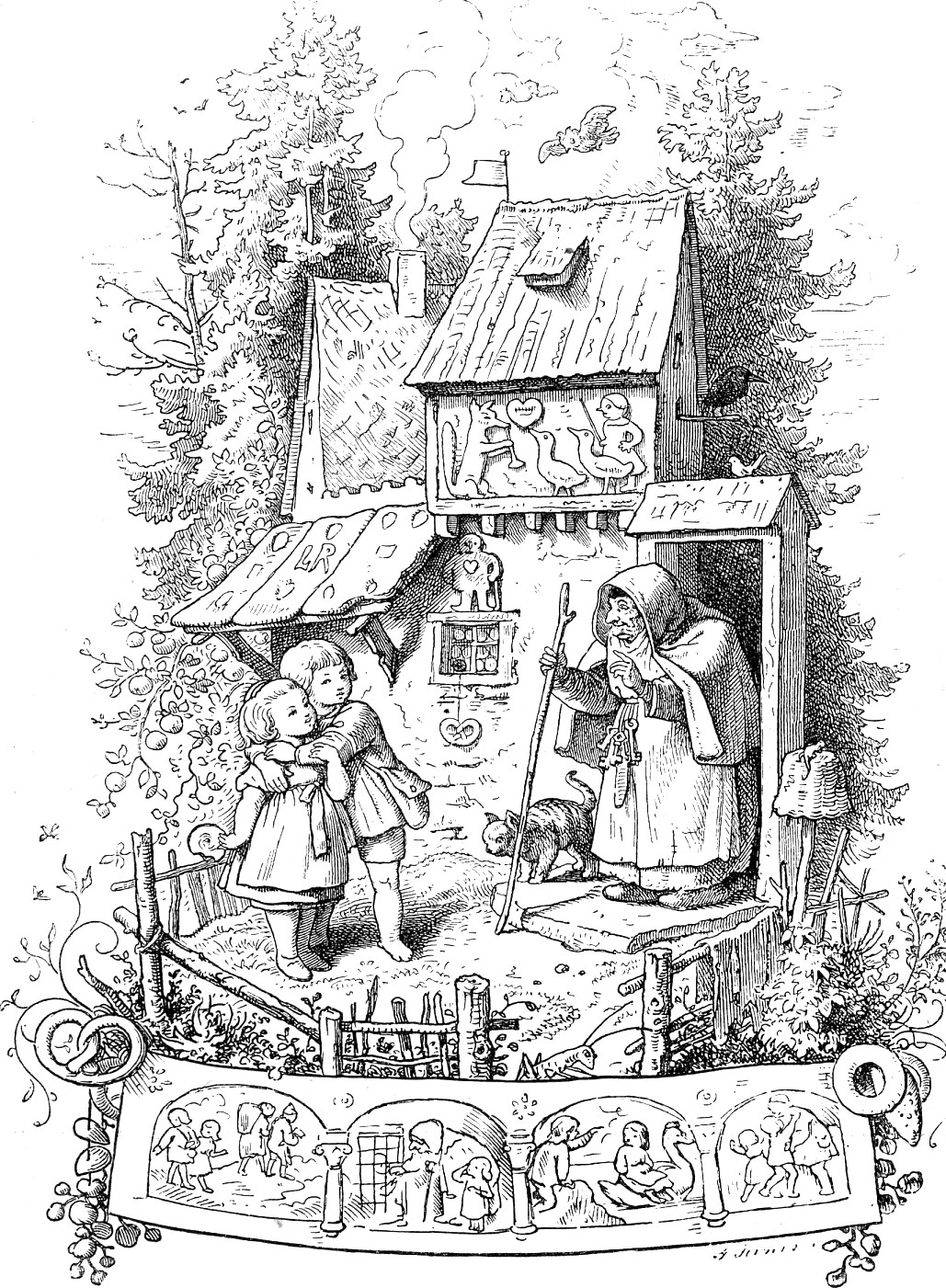
« Qui grignote ma maison ? » (Wer knuspert an meinem Häuschen ?). Illustration de Ludwig Richter (1803-1884).

Les passages rimés contenus dans Hansel et Gretel sont, en allemand :
- « Knusper, knusper, kneuschen ! | wer knuspert an meinem Häuschen ? » (dès la 1re éd., 1812) ;
- id., ce à quoi les enfants répondent : « Der Wind ! der Wind ! | das himmlische Kind ! » (à partir de la 2e éd., 1819) ;
- et, avec l'épilogue du canard apparu en 1819 : « Entchen, Entchen, | da steht Grethel und Hänsel. | Kein Steg und keine Brücke, | nimm uns auf deinen weißen Rücken ! » (à partir de 5e éd., 1843).

Ce qui est traduit, entre autres, par Armel Guerne : « Et j'te grignote et grignotons, | Qui me grignote ma maison ? » ; « C'est le vent, c'est le vent, | C'est le céleste vent » ; puis : « Canard blanc, canard blanc, | Ici Margot et Petit-Jean. | Aucun sentier et pas de pont, | Porte-nous sur ton beau dos rond. » ou, par Marthe Robert : « Grigno, grigno, grignoton, | Qui grignote ma maison ? » ; « C'est le vent, c'est le vent, | Le céleste vent » ; puis : « Caneton, caneton, | C'est Jeannot et Margoton. | Pas de pont ni de passerelle, | Prends-nous sur tes blanches ailes. »
Dans la version figurant dans Deutsches Märchenbuch (1845) de Ludwig Bechstein, la question de la sorcière varie légèrement par rapport à celle du conte des frères Grimm : « Knusper, knusper, kneuschen ! | Wer knuspert mir am Häuschen ? ».
Une note marginale manuscrite d'une copie, appartenant aux Grimm, de la première édition des Contes révèle que la réponse rimée des enfants à la sorcière (« Der Wind, der Wind, Das himmlische Kind... ») vient de Henriette Dorothea – « Dortchen » – Wild, entendue à Cassel le 15 janvier 1813. En se fondant sur cela, certains ont pu supposer que les frères Grimm ont noté toute l'histoire chez les Wild (Wilhelm Grimm épousera « Dortchen » en 1825) et mettre en doute ses origines véritablement « populaires ».
Le passage concernant le canard provient de Das Eierkuchenhäuslein, version du conte figurant dans Elsässisches Volksbüchlein — recueil publié en 1842 par Auguste Stoeber —, où apparaissent les vers : « Endele. | Bändele. | Kenn Stai unn kenn Brucke | Nimm eß uff dynne wysse Rucke ! »,.

## Classification
Selon la classification des contes-types d'Aarne et Thompson, Hansel et Gretel est rangé dans le type AT 327A, auquel il donne son nom, « Hansel et Gretel », et le type AT 1121, « Brûler la sorcière dans son propre four » (groupe Contes de l'ogre ou du Diable dupé). Le conte-type AT 327 « Les Enfants et l'Ogre » comprend également le type AT 327B « Le Nain et le Géant », dont fait partie le conte de Perrault Le Petit Poucet.
Dans le premier tome du Conte populaire français, Paul Delarue relève en tout, en France et francophonie d'outre-mer, quatre-vingt-deux versions de contes de type 327A ou 327B – les versions de Hansel et Gretel et du Petit Poucet se distinguant difficilement –, dont les intitulés varient de Furon-Furette et Fillon-Fillette (Berry) à Bonnet blanc, bonnet rouge (Guadeloupe).

## Commentaires
La nourriture est un élément central du conte. Tout comme dans Le Petit Poucet, la version aux septuplés donnée par Perrault au XVIIe siècle, l'histoire de Hansel et Gretel débute dans un contexte social de famine. Hansel, lors de la seconde tentative de ses parents pour les perdre lui et sa sœur, malgré leur faim, émiette son maigre morceau de pain derrière lui plutôt que de le manger. Les enfants sont attirés dans un piège consistant en une maison comestible. Tel un animal, le petit garçon est ensuite engraissé par la sorcière, qui a l'intention de le dévorer, et qui elle-même finit cuite dans son four. [...]

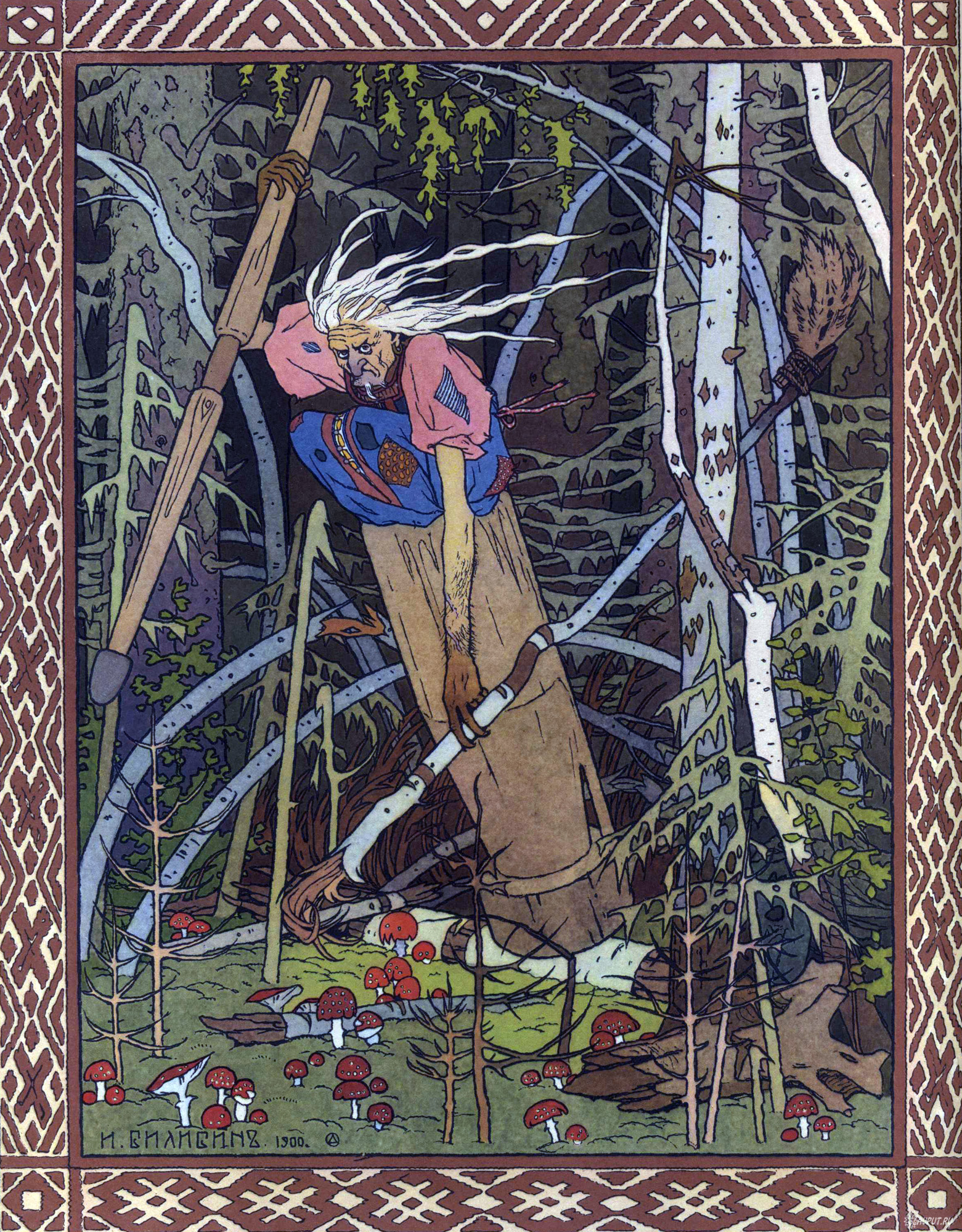
La sorcière Baba Yaga. Illustration d'Ivan Bilibine.

Il existe un conte populaire russe (voir Vassilissa-la-très-belle) dans lequel la méchante belle-mère, qui est là aussi la femme d'un bûcheron, demande à sa bru d'aller dans la forêt pour emprunter à sa sœur de quoi s'éclairer. Cette dernière se révèle être Baba Yaga, une autre sorcière cannibale. En plus de souligner la mise en danger des enfants – ainsi, d'ailleurs, que leur astuce –, ce conte a en commun avec Hansel et Gretel une préoccupation pour la nourriture : la mère ou belle-mère veut éviter la faim, alors que la sorcière, là aussi, appâte les enfants avec sa maison faite de confiseries, de façon à pouvoir les capturer et les manger. Plusieurs autres contes (Ivachko et la sorcière, Prince Daniel, mots de miel...) relatent la ruse du héros (petit garçon, jeune fille) auquel on demande de se mettre sur la pelle à four pour être enfourné, et qui, prétendant ne savoir comment faire, obtient de son tourmenteur qu'il s'y place lui-même pour le lui montrer, puis finir rôti.
L'anthropophagie, présente dans Hansel et Gretel sous la forme d'une sorcière dévoreuse d'enfants, apparaît fréquemment dans les contes, notamment ceux dans lesquels intervient un ogre, personnage auquel ce type de comportement est le plus souvent associé (comme dans Le Petit Poucet, « cousin » de Hansel et Gretel), mais également dans d'autres, par exemple Le Conte du genévrier (Grimm), dans lequel une marâtre fait manger son fils à son père. L'être mangé, ou qui, le plus souvent, est menacé de l'être, est presque toujours un enfant, et un garçon.
On observe, en effet, que, dans Hansel et Gretel, la sorcière ne traite pas les deux enfants de la même manière : elle enferme Hansel pour l'engraisser, et utilise la sœur de celui-ci comme domestique. Ce qui laisse entendre que son intention n'est pas, au départ du moins, de les manger tous les deux, mais uniquement le petit garçon. On trouve d'ailleurs certaines versions du conte – en Serbie ou en Suède –, où seul le garçon est pris et doit préparer lui-même le four où la sorcière compte le rôtir. Certains se sont interrogés sur la raison de cette différence de traitement, notamment Cosquin, selon qui la fille serait non la sœur du petit garçon, mais la propre fille de l'ogresse. Et si on compare avec Le Petit Poucet, où les enfants sont « septuplés », on trouve là, en effet, d'une part les sept garçons que l'ogre veut manger et, d'autre part, les sept filles de l'ogre. Il semble en fait y avoir eu, dans Hansel et Gretel, une hésitation concernant les liens entre les trois protagonistes de l'histoire :

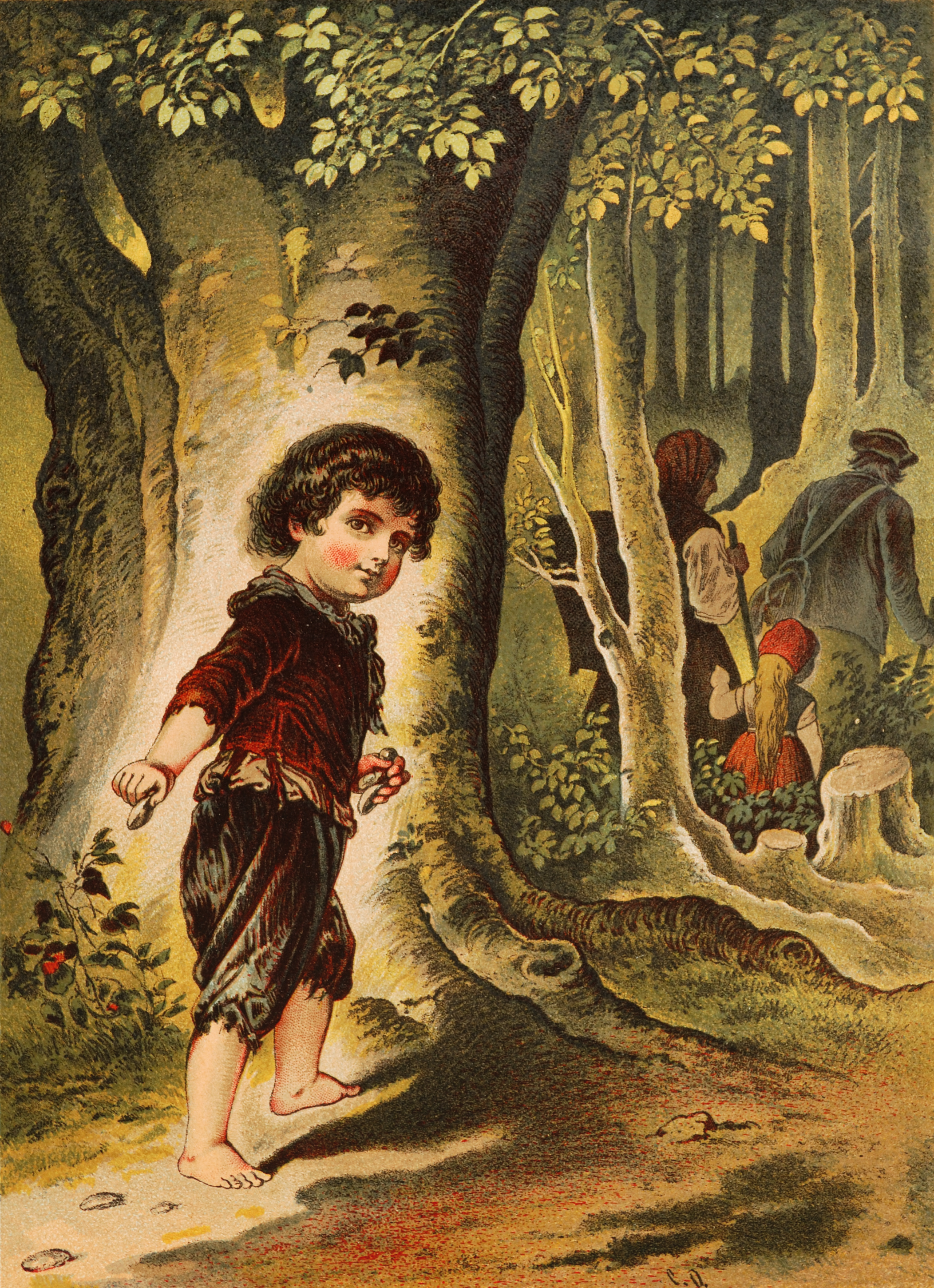
Hansel sème des cailloux. Illustration de Carl Offterdinger, extraite de Mein erstes Märchenbuch, fin du XIXe siècle.

- la sorcière est la mère ou la belle-mère des deux enfants comme dans Nennillo et Nennella et Frérot et Sœurette – le fait que la mère ou la belle-mère (la femme du bûcheron) est morte quand les enfants rentrent chez eux et après que Gretel a tué la sorcière peut laisser penser que la mère ou belle-mère et la sorcière ne font qu'une ou, du moins, qu'un rapprochement entre les deux personnages est fortement suggéré ;
- la sorcière est la mère de la petite fille seulement, comme dans Poucet (en l'occurrence, la mère des petites filles) ;
- ou bien les deux enfants sont frère et sœur et n'ont aucun lien avec la sorcière, ce qui est la meilleure variante — mais pas complètement — fixée dans Hansel et Gretel.

Dans un premier temps, c'est Hansel, le petit garçon, qui offre le salut à sa sœur et à lui-même en leur permettant de retrouver leur chemin mais, à la fin de l'histoire, c'est Gretel, la petite fille, qui les sauve elle et son frère en tuant la sorcière. Une sœur qui sauve son ou ses frères apparaît dans d'autres contes, dans Frérot et Sœurette, mais dans d'autres également, tel Les Douze Frères.
Le motif des graines mangées par les oiseaux apparaît également dans le conte La Maison dans la forêt (KHM 169).

## Mythologie
- Si vous ne connaissez pas le sujet, laissez ce bandeau (vous pouvez alors contacter les auteurs).
- Si vous supprimez le contenu mis en cause (vous pouvez préalablement contacter les auteurs),

argumentez précisément cette suppression dans la page de discussion
(un manque de référence n'est pas un argument ; une recherche réelle de référence doit avoir été effectuée, être formellement documentée).
- Les objets semés pour retrouver son chemin font penser au fil qu'Ariane donne à Thésée pour s'échapper du Labyrinthe construit par Dédale. Chez Montanus et Basile, les enfants, comme Thésée, reçoivent une aide extérieure : dans Das Erdkuhlein, l'histoire de Montanus, c'est sa marraine qui conseille à Marguerite d'avoir recours à ce stratagème pour retrouver son chemin et, dans Nennillo et Nennella, c'est le père des enfants qui sème les cendres puis le son[28]. Chez Grimm comme chez Perrault, cette astuce est imaginée par l'un des enfants, le petit garçon ou le plus petit des garçons.

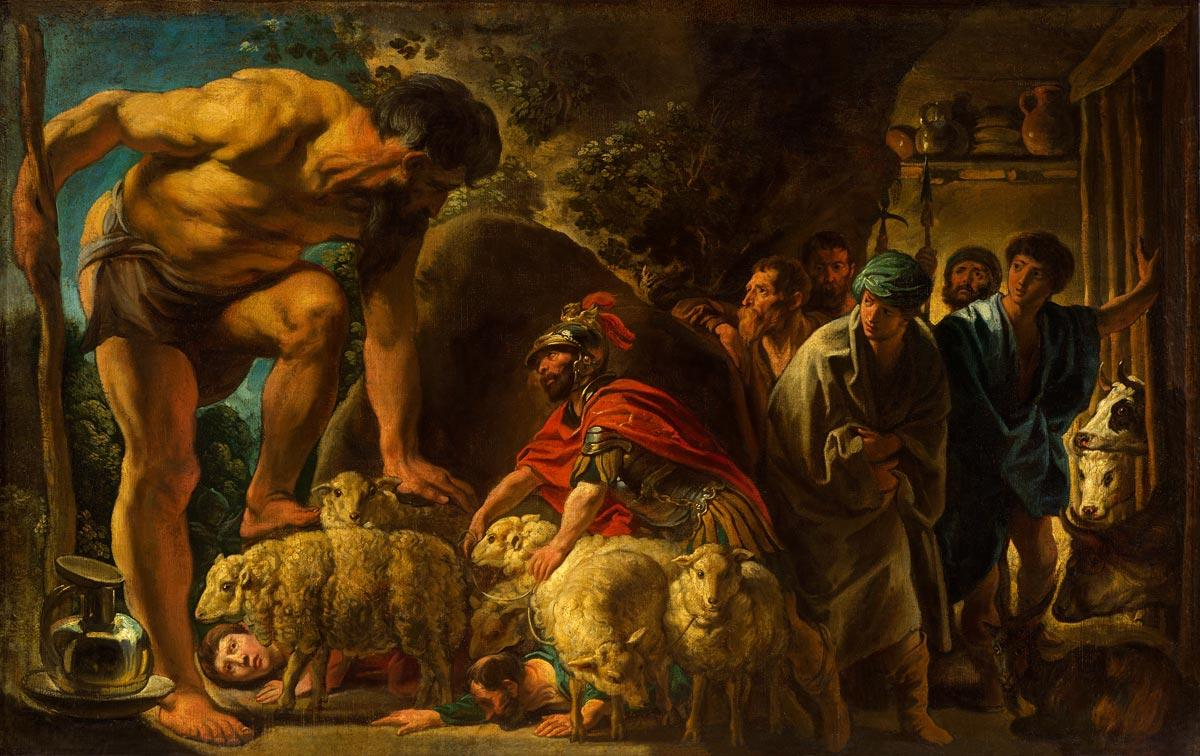
Ulysse dans la caverne de Polyphème. Peinture de Jacob Jordaens, 1re moitié du XVIIe siècle.

- L'épisode des enfants attirés par de la nourriture dans la maison de la sorcière rappelle le Chant IX de l’Odyssée d'Homère, dans lequel Ulysse et douze de ses compagnons, débarqués dans l'île des Cyclopes, découvrent une vaste grotte, où ils trouvent une abondance de nourriture dont ils se délectent. Ils sont en réalité dans l'antre du géant Polyphème, qui les enferme, et dévore six d'entre eux. Grâce à la ruse, Ulysse, après l'avoir saoulé, réussit à aveugler le cyclope et à sortir de la caverne avec le reste de ses compagnons déguisés en moutons. Outre le cannibalisme, on peut relever, entre le récit homérique et le conte, plusieurs points de contact. Dans une version d'Hansel et Gretel recueillie dans la première moitié du XXe siècle à Huy en Belgique, la sorcière, comme Polyphème, habite dans une caverne – et, pour attirer les enfants, elle y cuit des gaufres[29]. Le rapport humains et géant se retrouve dans le conte sous la forme du rapport enfants et adulte. Et, là où Ulysse et ses compagnons se déguisent en animaux, Hansel est engraissé tel un animal. Comme Polyphème, la sorcière de Hansel et Gretel est par ailleurs handicapée par une altération de sa vue ; Hansel joue sur cela pour la duper en lui montrant un os au lieu de son doigt, comme Ulysse et ses compagnons profitent de l'aveuglement du cyclope pour s'échapper en lui faisant croire qu'ils font partie de son troupeau.
- Le parent — si l'on assimile la mère d'Hansel et Gretel à la sorcière — dévorant ses enfants évoque, dans la mythologie grecque, le titan Cronos (Saturne chez les Romains). Dans la Théogonie d'Hésiode (aux vers 463-491), Cronos dévore cinq de ses enfants au fur et à mesure qu'ils naissent. Lorsque naît Zeus, le sixième, Rhéa, la femme et la sœur de Cronos, cache l'enfant en Crète et le remplace par une pierre que Cronos engloutit. Zeus, une fois grand, réussit à faire recracher ses frères et sœurs à son père, ainsi d'ailleurs que la pierre.
- La maison en pain d'épices évoque le mythe, plus « récent », encore qu'évocateur du paradis terrestre et autres lieux utopiques mythiques, du Pays de Cocagne que, plus tard, l'on retrouve sous la forme du Pays des jouets (Paese dei balocchi) dans le Pinocchio (1881-1883) de Collodi.
- Le canard (ou : la cane), qui apparaît dans l'épilogue tardif, et somme toute assez curieux, du conte, peut être une allusion à Pénélope, la femme d'Ulysse, dont le nom en grec évoque une espèce de canard sauvage. Selon certains récits, en effet, Pénélope, désespérée à la suite de la fausse annonce de la mort d'Ulysse par Nauplios, lequel souhaite ainsi venger la mort de son fils Palamède, se serait jetée à la mer et aurait ensuite été sauvée par des canards. De là, on peut voir en Hansel et Gretel, bien qu'ils soient présentés comme frère et sœur[30], un symbole du couple. Le canard, que l'on voit toujours en compagnie de sa femelle, symbolise la fidélité conjugale. Il est également l'emblème du bonheur du couple[31]. Le canard blanc peut aussi représenter un guide entre les deux mondes[14].

## Interprétations

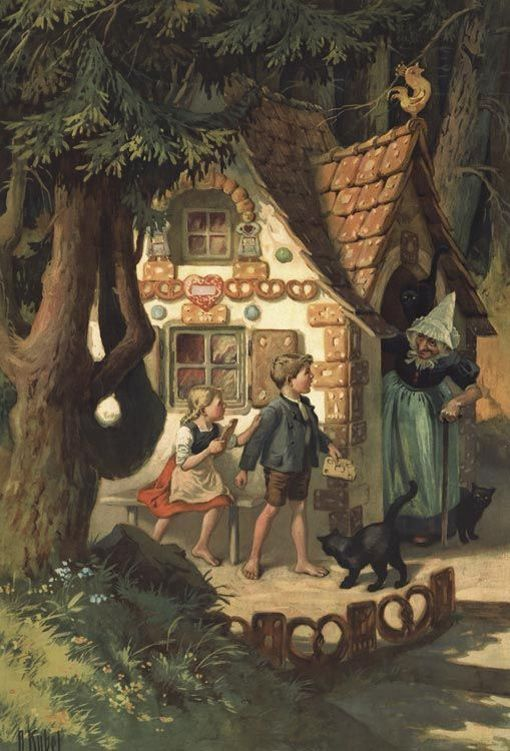
Otto Kubel (1868 – 1951)

Jack Zipes voit dans le conte l'histoire du triomphe de la classe populaire sur les classes sociales plus élevées. À la fin du récit, la famille a vaincu la pauvreté, ainsi que la sorcière qui, comme les classes riches, dispose de plus qu'il ne faut de nourriture et de trésors et qui, en les partageant, pourrait atténuer les souffrances des classes modestes. La sorcière tuée représente la « haine que la paysannerie éprouvait vis-à-vis les gens de l'aristocratie, voyant ceux-ci comme des amasseurs de biens et des oppresseurs »,.
Selon Zipes, Hansel et Gretel est aussi « une histoire [qui] renforce l'hégémonie masculine et disculpe les hommes d'un crime touchant des enfants, ou rationalise la façon dont les hommes se servent des liens affectifs pour renforcer leur contrôle sur les enfants. » Il observe, en effet, que, dans le récit, Hansel et Gretel, d'un point de vue psychologique, se retrouvent menacés par une figure féminine qui, à deux reprises, est diabolisée. Dès le moment où la mère est effacée, le père devient pour eux leur ultime figure d'autorité.

## Adaptations

### Littérature / Bande dessinée
Comme c'est le cas pour tous les contes classiques, l'histoire a été reprise à de très nombreuses reprises, notamment en bande dessinée, dans des versions plus ou moins fidèles à celle des frères Grimm, et principalement destinées aux enfants.
- 1978, Hensel to Gretel : adaptation parodique de Katsuhiro Ōtomo
- 1980, Hansel et Gretel, Die Wahrheit über Hänsel und Gretel (« la vérité sur Hansel et Gretel ») : pseudo-essai présentant le conte comme dérivé d’un fait réel, par Hans Traxler, sous le pseudonyme Georg Ossegg
- 2002, Hansel et Gretel : bande dessinée française de Philippe Petit
- 2005, Hansel et Gretel : manga japonais de Junko Mizuno
- 2013, Hänsel et Grétel : bande dessinée française de Jean-Louis et Louis Le Hir, éditions Mosquito
- Fables : une série de comics créée par le scénariste Bill Willingham, où on retrouve les personnages de nombreux contes de fées, notamment la sorcière ayant tenté de manger Hansel et Gretel.

### Musique
- 1893 : Hänsel und Gretel, opéra allemand de Engelbert Humperdinck
- 2014 : Hansel et Gretel, la comédie musicale, comédie musicale française

### Cinéma
- 1909 : Hansel and Gretel, court métrage américain de J. Searle Dawley, produit par Edison Manufacturing Company
- 1923 : Hansel and Gretel, court métrage américain d'Alfred J. Goulding
- 1954 : Hansel and Gretel, long métrage d'animation américain de Michael Myerberg et John Paul – basé sur l'opéra de Humperdinck
- 1954 : Hansel and Gretel, court métrage d'animation britannique de Lotte Reiniger, durée 10 min environ
- 1954 : Hänsel und Gretel, moyen métrage ouest-allemand de Walter Janssen, durée 50 min environ
- 1954 : Bewitched Bunny, court métrage d'animation américain de Chuck Jones, avec en vedette le personnage de Bugs Bunny, durée 7 min environ – pastiche de contes de fée
- 1970 : Hänsel und Gretel verliefen sich im Wald, film (coproduction Canada-Allemagne de l'Ouest) de Franz Josef Gottlieb – relecture érotique du conte
- 1971 : Mais qui a tué tante Roo ? (Whoever Slew Auntie Roo ?), film d'épouvante britannique de Curtis Harrington, avec Shelley Winters et Mark Lester – relecture du conte
- 1981 : Hänsel und Gretel, film ouest-allemand d'August Everding (de) – adaptation de l'opéra de Humperdinck
- 1987 : Hansel et Gretel (Hansel and Gretel), film américain de Len Talan, avec David Warner et Cloris Leachman
- 1988 : Paysage dans le brouillard (Τοπίο στην Ομίχλη), film grec de Theo Angelopoulos – réminiscence (volontaire ou non) du conte
- 1990 : Hansel e Gretel, film d'horreur italien de Giovanni Simonelli et Lucio Fulci (non crédité) – relecture du conte
- 1999 : Les Amants criminels, film français de François Ozon, avec Jérémie Renier et Natacha Régnier – relecture du conte
- 2002 : Hansel & Gretel, film américain de Gary J. Tunnicliffe
- 2003 : Le Bois lacté (Milchwald), film allemand de Christoph Hochhäusler – relecture du conte
- 2004 : I Robot, film de science-fiction américain d'Alex Proyas – allusion au conte
- 2007 : Hansel and Gretel (Hansel & Gretel), film d'horreur sud-coréen de Yim Phil-Sung – relecture du conte
- 2013 : Hansel et Gretel : Witch Hunters de Tommy Wirkola, film américano-allemand – Hansel et Gretel, adultes, chassent les sorcières.
- 2021 : Hansel et Gretel, agents secrets, film d'animation américano-russe sorti sur Netflix

### Télévision
- 1951 : The Story of "Hansel and Gretel", court métrage d'animation de Ray Harryhausen, durée 10 min environ
- 1982 : Hansel and Gretel, enregistrement télévisé de l'opéra de Humperdinck au Metropolitan Opera
- 1987 : Hansel et Gretel, épisode 2 de la série d'animation franco-japonaise Raconte-moi une histoire
- 1998-1999 : Buffy contre les vampires, saison 3, épisode 11 : Intolérance (Gingerbread), relecture du conte dans une ambiance de chasse aux sorcières
- 1999 : Simsala Grimm, série d'animation allemande, saison 1, épisode 3 : Hansel et Gretel (Hänsel und Gretel)
- 2002 : La Brigade des contes de fées, série d'animation allemande, saison 2, épisode 2 : La Maison de Pain d’Épices
- 2005 : Hänsel und Gretel d'Anne Wild
- 2007 : Hansel et Gretel (Hansel and Gretel), téléfilm américain de Tim Burton, durée 45 min environ
- 2008 : Hansel and Gretel, autre enregistrement télévisé de l'opéra de Humperdinck, cette fois au Royal Opera House Covent Garden
- 2012 : Lors de plusieurs épisodes de la saison 1 et la saison 7 de Once Upon a Time, série télévisée créée par Edward Kitsis et Adam Horowitz. Le conte sera modifié.
- 2015 : Hansel et la sorcière apparaissent dans l'épisode 12 de la saison 10 de la série américaine Supernatural.

### Théâtre
- Dans Gretel et Hansel de Suzanne Lebeau (2011)[35], la grande sœur est jalouse de son petit frère, et voudrait bien que la sorcière l’en débarrasse.

### Autres références au conte

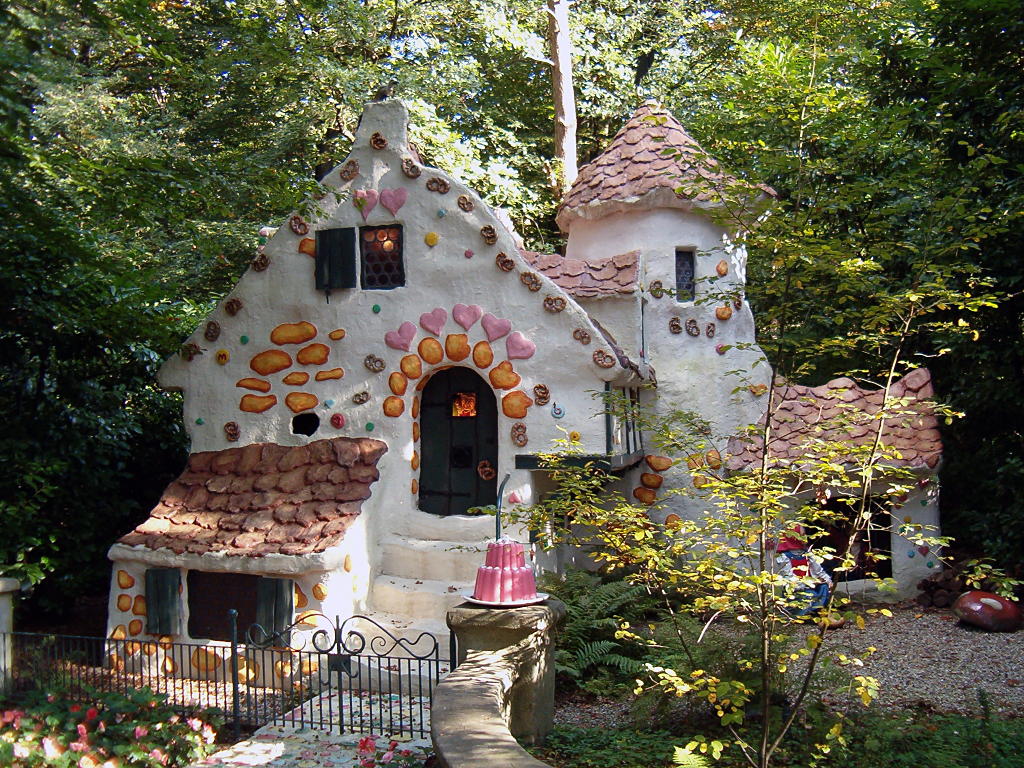
La maison de la sorcière, au parc d'attractions Efteling aux Pays-Bas (2007).

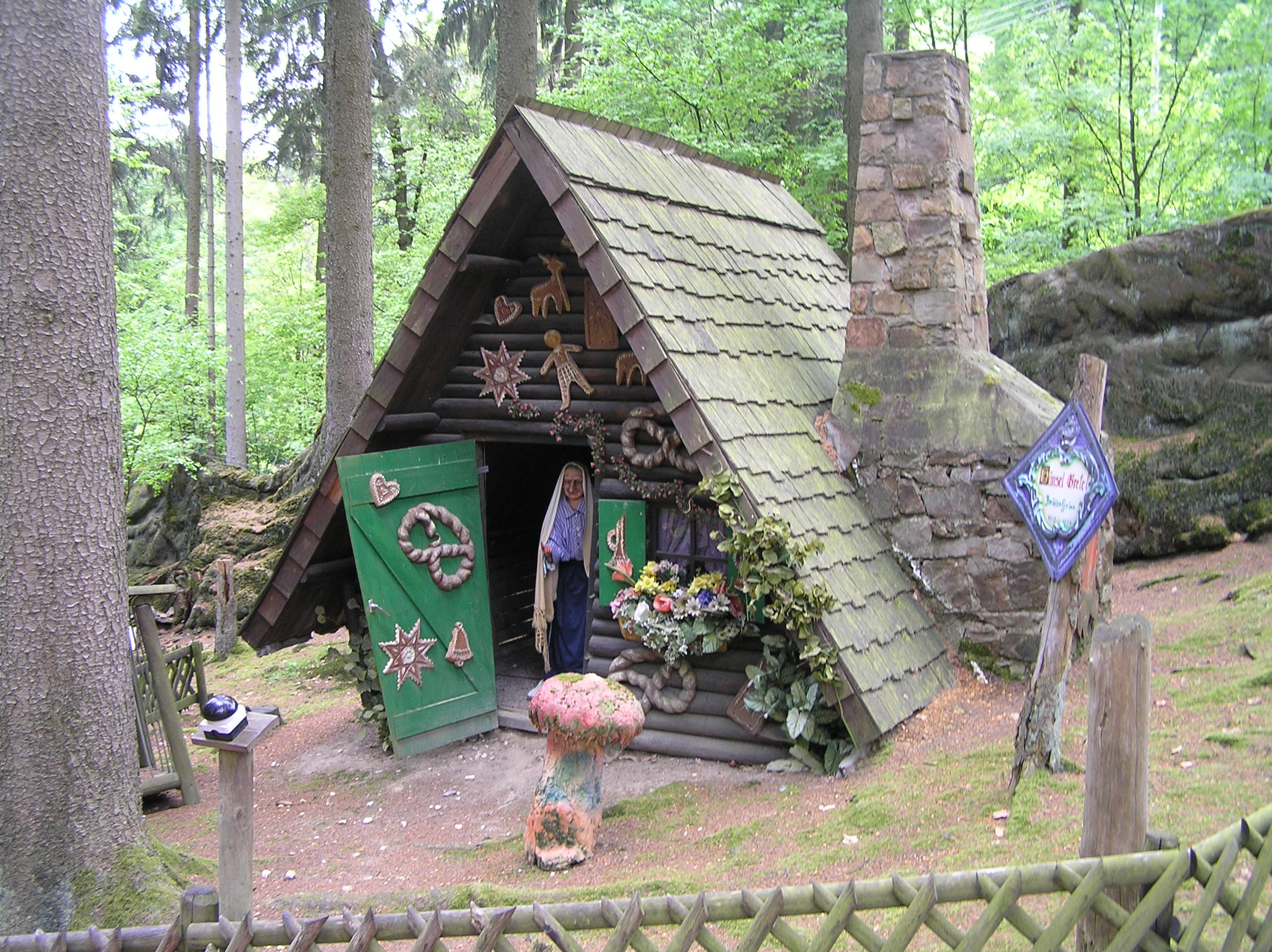
La maison et son odieuse propriétaire à Taunus Wunderland, parc d'attractions situé à Schlangenbad en Hesse (2009).

- Dans le parc d'attractions Efteling, Hansel et Gretel mais aussi la sorcière vivent dans la maison de pain d'épices dans le Bois des contes.
- Hans et Gretel étaient les noms de code des deux membres de la Fraction armée rouge Andreas Baader et de Gudrun Ensslin.
- L'intrigue d'un épisode de la série télévisée Buffy contre les vampires, Intolérance, est basé sur Hansel et Gretel.
- Le manga Black Lagoon met en scène un couple de jeunes jumeaux psychopathes nommés Hansel et Gretel.
- Dans la série de chansons The Evillious Chronicles, Hänsel et Gretel sont deux jumeaux. Abandonnés par leurs parents adoptifs, ils finiront par retrouver leur maison, et, les considérant comme « la sorcière » et « l’acolyte », les tueront.
- Dans le jeu vidéo horrifique The Park, la protagoniste du jeu, Lorraine, doit traverser une attraction retraçant toute l'histoire du conte pour retrouver son fils. La fin diffère cependant légèrement, puisque les deux enfants mangent la sorcière après l'avoir cuite, et il n'est pas fait mention de leur retour chez eux.
- Dans la série de jeux vidéo Wolfenstein, les personnages Hans et Gretel Grösse sont un clin d'œil à Hansel et Gretel.
- Dans la série animée Clémentine, la première aventure de l'héroïne se déroule dans le monde d'Hansel et Gretel. Après avoir récupéré le miroir de la sorcière, ceux-ci aideront Clémentine à échapper au démon qui la pourchasse.
- Dans la Saga Spyro sont présents deux enfants jumeaux prénommés Handel & Greta, qui s'expriment avec un accent allemand.
- Un épisode mettant en scène Mickey & Minnie Mouse est également basé sur le conte. Par ailleurs, lors d'une aventure de Donald en bande dessinée, celui-ci est envoyé au pays des contes, où il tombe sur la sorcière qui l'engraisse avant de l'éjecter.
- Dans la série Hunters, à la fin du deuxième épisode, l'agente du FBI évoque son interprétation de ce conte. Elle pense que « la sorcière » remplace « la juive » et que Hansel et Gretel seraient une représentation des jeunesses hitlériennes (anachronisme) donc de l'antisémitisme de cette époque. Ils viennent brûler la vielle femme qui vit recluse dans les bois sans faire de mal à personne et détruire sa maison, donc ce qu'elle représente.

### Sources et bibliographie

#### Le texte

##### En ligne
- Voir l'article correspondant en allemand pour les versions successives, en langue allemande, du conte des frères Grimm.

###### Versions de Bechstein et Stoeber
- (de) Ludwig Bechstein (éd.), « Hänsel und Grethel », dans Deutsches Volksmärchen, 5e édition (éd. or. : 1845), Georg Wigand, Leipzig, 1847, p. 55-60 ; en ligne sur Google Books
- (gsw) Auguste Stoeber (éd.), « Das Eierkuchenhäuslein », dans Elsässisches Volksbüchlein : Kinder- und Volksliedchen, Spielreime, Sprüche une Mährchen, G. L. Schuler, Strasbourg, 1842, p. 102-109 ; en ligne sur Google Books

##### Imprimé
- (fr) Jacob et Wilhelm Grimm (éd.), Les Contes : Kinder- und Hausmärchen, 1 (trad., préf. Armel Guerne), Flammarion, coll. « Grand Format », Paris, 1986  (ISBN 2-08-213003-7), p. 94-103
- (fr) Jacob et Wilhelm Grimm (éd.), Contes (trad., préf. Marthe Robert), Gallimard, coll. « Folio, 840 », Paris, 1999  (ISBN 2-07-036840-8), p. 71-82
- (fr) Contes pour les enfants et la maison, collectés par les Frères Grimm, édités et traduits par Natacha Rimasson-Fertin (2e éd.), José Corti, 2009, 2 vol.  (ISBN 978-2-7143-1000-2)

#### Ouvrages de référence / Études
- (en) D. L. Ashliman (éd.), « "Hansel and Gretel" and other folktales of Aarne-Thompson-Uther types 327, 327A, and 327B about abandoned children » sur le site pitt.edu
- (de) Regina Böhm-Korff, Deutung und Bedeutung von "Hansel und Gretel" : Eine Fallstudie, Francfort-sur-le-Main - New York, P. Lang, coll. « Artes Populares » (no 21), 1991, 256 p. (ISBN 3-631-43703-X, OCLC 28022105)Thèse.
- (de) Johannes Bolte, Georg Polivka, Anmerkungen zu den Kinder- und Hausmärchen der Gebrüder Grimm, vol. 1, Dieterisch'sche Verlagsbuchhandlung, Leipzig, 1913
- Jean Chevalier, Alain Gheerbrant, Dictionnaire des symboles : Mythes, rêves, coutumes, gestes, formes, figures, couleurs, nombres, éd. revue et augmentée, Robert Laffont, Paris, 1992  (ISBN 2-221-01053-1) (BNF 37461967)
- Paul Delarue et Marie-Louise Ténèze, Le Conte populaire français : Catalogue raisonné des versions de France et des pays de langue française d'outre-mer..., t. 1, Paris, Maisonneuve et Laroze, coll. « Références », 2002 (1re éd. 1957), 392 p. (ISBN 2-7068-1572-8, OCLC 422170611), « Contes types nos  327 A et B : Le Petit Poucet ou Les Enfants abandonnés dans la forêt », p. 306-328
- (en) Heidi Anne Heiner, « The Annotated "Hansel and Gretel" » sur le site SurLaLune
- Éloïse Mozzani, Le Livre des superstitions : Mythes, croyances et légendes, Paris, Robert Laffont, coll. « Bouquins », 1995, 1822 p. (ISBN 2-221-06830-0, OCLC 34876101)
- Eugène Polain, Il était une fois : Contes populaires entendus en français à Liège et publiés avec notes et index, Liège - Paris, ULg Faculté de Philosophie et Lettres - E. Droz, coll. « Bibliothèque de la Faculté de Philosophie et Lettres de l'Université de Liège » (no XC), 1942, 371 p. (OCLC 459554705), chap. 8 (« Jean et Marie »), p. 66-68 (conte) et 230-233 (notes)
- (en) Orrin W. Robinson, « "Hänsel and Gretel" : An inside joke ? », dans O. W. Robinson, Grimm Language : Grammar, Gender and Genuineness in the Fairy Tales, John Benjamins, coll. « Linguistic Approaches to Literature, 10 », Amsterdam - Philadelphie, 2010  (ISBN 978-90-272-3344-8 et 978-90-272-8822-6), p. 32-36
- (en) Heinz Rölleke, « New Results of Research on Grimms' Fairy Tales », dans James M. McGlathery (dir.), The Brothers Grimm and Folktale, Urbana-Champaign, University of Illinois Press, 1988, 11 p. (ISBN 0-252-06191-8), p. 101-111
- (en) Lyndal Roper, Witch Craze : Terror and Fantasy in Baroque Germany, Yale University Press, New Haven, 2004  (ISBN 0-300-11983-6)
- (en) Maria Tatar, « Jacob and Wilhelm Grimm, "Hansel and Gretel" », dans Maria Tatar (éd.), The Annotated Classic Fairy Tales, New York, W. W. Norton, 2002 (ISBN 0393051633, OCLC 49894271), chap. 3
- (en) Maria Tatar, Off with Their Heads ! : Fairy Tales and the Culture of Childhood, Princeton University Press, Princeton, 1993  (ISBN 0-691-06943-3 et 0-691-00088-3), notamment le chap. « Table Matters : Cannibalism and Oral Greed », p. 190 sv. ; en ligne sur Google Books (texte partiel)
- (en) Jack Zipes, « The Rationalization of Abandonment and Abuse in Fairy Tales : The Case of Hansel and Gretel », dans Jack Zipes, Happily Ever After : Fairy Tales, Children, and the Culture Industry, New York - Londres, Routledge, 1997, 22 p. (ISBN 0-415-91850-2 et 0-415-91851-0, OCLC 638162302, lire en ligne), chap. 2, p. 39-60